# Окремий розвідувальний батальйон «Спарта»
80-й окремий гвардійський розвідувальний батальйон «Спарта» імені Арсена Павлова (ОРБ «Спарта», в/ч 08806) — незаконне збройне формування, входить до складу 1-го армійського корпусу Російської Федерації. Формально підпорядковане організації Донецька народна республіка. Створене у 2014 році як батальйон «Спарта». Було включене до санкційних списків низки країн.

## Історія
Батальйон «Спарта» був однією зі збройних проросійських груп, що навесні 2014 року тримали під контролем Слов'янськ. 19 червня 2014 року, під час операції українського командування по зачистці Красного Лиману від бандформувань, підрозділи «Спарти» були відправлені Ігорем Гіркіним зі Слов'янська як підмога проросійським бойовикам, проте на момент прибуття на поле бою, українські формування вже перейшли міст через Сіверський Донець і закріпилися на південному березі. Загони «Спарти» були розсіяні і вплинути на хід бою не змогли.
У березні 2016 року брав участь у бойовому зіткненні в Докучаєвську.
У вересні 2016 року групу було перекинуто до Луганської Народної Республіки із заявленою метою запобігти очікуваному державному перевороту.
20 квітня 2022 року в боях під Авдіївкою було вбито командира другої роти батальйону Сергія Аграновича, відомого під позивним «Водяний».

## Склад
- управління,
- 1-ша розвідувальна рота,
- 2-га розвідувальна рота,
- рота спеціального призначення «Лавина».

На озброєнні батальйону до 10 од. БТР.

## Командування
- Арсен "Моторола" Павлов (2014–2016)
- Володимир "Воха" Жога (2016–2022)
- Артем Володимирович Жога (з 2022)

## Санкції
У лютому 2015 року включене до розширеного санкційного списку Європейського Союзу і Канади разом із низкою інших проросійських терористичних угруповань, що діють на українському Донбасі. Пізніше включене до власних санкційних списків урядами Норвегії й Швейцарії.

## Символіка
Бійці батальйону «Спарта» носять камуфльовану форму з емблемою батальйону на розпізнавальних знаках (нарукавний, на береті), яка являє собою чорно-жовто-білий прапор Російської імперії, поверх якого розміщена стилізована під блискавку червона буква М, а під нею - напис «Спарта». Літера М взята з творів Дмитра Глуховського «Метро 2033» та однойменної серії комп'ютерних ігор, в яких існує організація зі схожою символікою і такою самою назвою (іноді звана Орденом, або рейнджерами), яка бореться з мутантами та бандитами на теренах постапокаліптичної Москви і в тунелях метро. Символіка була розроблена дизайнерським відділом газети «Новоросія» 2014 року відповідно до особистих побажань командира батальйону Арсена Павлова і не була узгоджена з Глуховським, який не бажав, щоб символіка з його творів ставала знаком реальних військових організацій.

## Втрати
З відкритих джерел відомо про 49 вбитих бійців ОРБ «Спарта» у війні на Донбасі до повномасштабного вторгнення РФ і 1 убитого бійця в Сирії: 

## Виноски
1. ↑  Ігор Гіркін:
"Направленный мной на помощь пулеметно-противотанковый взвод "Моторолы" прибыл уже "к шапочному разбору" - укры уже переправились на южный берег Донца и после короткого боя рассеяли его группу."[4]